# Tetratoma tessellata
Tetratoma tessellata är en skalbaggsart som beskrevs av Melsheimer 1844. Tetratoma tessellata ingår i släktet Tetratoma och familjen skinnsvampbaggar. Inga underarter finns listade i Catalogue of Life.